# Glock
Glock je polavtomatska pištola, dizajnirana s strani avstrijskega proizvajalca pištol Glock Ges.m.b.H.. Sedež podjetja se nahaja v Avstriji. S proizvodnjo so začeli leta 1982 za potrebe avstrijske policije in vojske. Začetnim težavam z uveljavljanjem na trgu, kjer niso hoteli sprejeti »plastične pištole«, saj naj bi bil, poleg vprašljive vzdržljivosti in zanesljivosti, pereč problem tudi strah pred »nevidnostjo« pištole za detektorje kovine na letališčih, je podjetje doživelo razcvet. Po uspešnem prihodu na trg se je ta serija orožja za podjetje Glock izkazala za eno najuspešnejših produktov podjetja. Predstavlja kar 65 odstotkov tržnega deleža pištol ameriških organov pregona, prav tako pa je Glock glavni dobavitelj tudi za ostale oborožene sile in varnostne agencije po vsem svetu. Polavtomatska pištola Glock je zelo priljubljena tudi med rekreativnimi ali tekmovalnimi strelci.

## Zgodovina
V poznih sedemdesetih in zgodnjih osemdesetih letih dvajsetega stoletja je avstrijska vojska objavila javni razpis za novo pištolo, ki naj bi nadomestila staro, še iz časa druge svetovne vojne, pištolo Walther P38. Razpis je vseboval 17 kriterijev po katerih so izbirali izvajalca nove pištole. Gaston Clock do tega razpisa še ni imel izkušenj s področja orožja, imel pa je ogromno izkušenj in znanja s področja sintetičnih polimerov. Tako je nastala prva pištola, okvir katere je bil iz sintetičnih materialov.

## Izdelava
Glock je zbral najboljše strokovnjake s področja orožja ter od vsakega zahteval, da mu navede najpomembnejše karakteristike bojnega orožja. V treh mesecih je izdelal delujoči prototip izdelan iz že uveljavljenih mehanizmov in lastnosti prejšnjih pištol. Tako je nastala prva serija Glock 17, ki pa se je čez čas nadgrajevala in izpopolnjevala. Trenutno so na trgu produkti oziroma modeli četrte generacije.

## Varnost
Glock je zasnoval tri medsebojno neodvisne varnostne mehanizme samodejnega proženja pištole. Sistem, imenovan »Safe Action«, je sestavljen iz zunanjega varovala sprožilca in dveh notranjih varoval. Zunanje varovalo je majhen notranji vzvod pri sprožilcu. Pritisk na sprožilec aktivira vzvod, ta pa kovinski konektor (vezni element). Kovinski konektor potem sprosti še drugi dve notranji varovali. Vse deluje avtomatsko, kar predstavlja glavno razliko v primerjavi z drugimi pištolami na trgu.  

## Modeli

### 9x19mm Parabellum
- Glock 17 je originalni 9x19 Parabellum model, s standardnim nabojnikom kapacitete 17 nabojev. Obstajajo tudi modificirane verzije (Glock 17C, Glock 17L, Glock 17MB).
- Glock 18 je bila proizvedena na zahtevo avstrijske anti-teroristične enote EKO Cobra. Njena glavna lastnost je možnost izbire med avtomatskim in polavtomatskim streljanjem.
- Glock 19 ali »Compact« je pomanjšana verzija izvirnega Glocka, pri čemer je učinkovitost ostala nespremenjena.
- Glock 26 katerega dizajn je namenjen prikritemu nošenju, predvsem za civilni trg.
- Glock 34 je tekmovalna verzija originala z malo daljšim drsnim mehanizmom in cevjo.
- Glock 43 ali »slimline« je pomanjšana verzija modela Glock 26.

### 10mm Auto
- Glock 20 so predstavili leta 1991. Proizvedli so ga za potrebe policije in druge varnostne organizacije. Zaradi večjega naboja in višjega pritiska je nekoliko večja kot Glock 17. Modifikacija tega modela je Glock 20SF.
- Glock 29 in njegova modifikacija Glock 29SF.
- Glock 40 so predstavili leta 2015 in je podoben Glock 17L. Razlika med modeloma je, da Glock 40 predstavlja modele 4. generacije in ima izboljšano modularni optični sistem (merki).

### .45 ACP in .45 GAP
Glokove pištole, narejene za to serijo, imajo namesto šestkotnega osemkotno užlebljenje, zaradi česar je tesnenje plinov izboljšano.
Predstavniki skupin .45 ACP in .45 GAP:

#### .45 ACP:
- Glock 21
- Glock 30
- Glock 36
- Glock 41

#### in .45 GAP:
- Glock 37
- Glock 38
- Glock 39

### .40 Smith and Wesson
- Glock 22
- Glock 23
- Glock 24
- Glock 27
- Glock 35

### .380 ACP
- Glock 25
- Glock 28
- Glock 42

### .357 SIG
- Glock 31
- Glock 32
- Glock 33